# Carnaval de Morat
Le carnaval de Morat est un carnaval qui se déroule dans la ville fribourgeoise de Morat, en Suisse.

## Déroulement
Le carnaval se déroule dans sa forme actuelle depuis 1950, avec depuis de nombreuses petites adaptations. Il dure trois et jours et deux nuits, plus précisément du samedi après-midi à la nuit du lundi au mardi. La date n’est pas fixée en relation avec le mardi gras, dont la date varie en fonction de la date de Pâques, mais est fixé en règle générale au premier dimanche de mars.
Le grand moment de la fête est le cortège du dimanche après-midi. Les groupes carnavalesques et leurs chars thématiques ainsi que les Guggen suivent un itinéraire fixe à travers les rues de la vieille ville remplie de spectateurs. La taille des chars est conditionnée par la possibilité de passer dans certaines ruelles et la place pour le public plafonne à 12 000 personnes.
Le cortège des enfants du samedi après-midi est suivi, le même soir, de la proclamation du carnaval. Le « Füdlibürger » (le terme a dans l’usage courant de la langue le sens de « petit bourgeois ») est mis à feu le lundi soir à la suite d’un « procès » parfaitement arbitraire, dans lequel tout ce qui a marché de travers durant les douze mois précédents représente un élément à charge. Les acteurs du carnaval sont principalement les membres groupes qui construisent des chars, les guggen qui jouent de la musique et les auteurs de couplets satiriques (les « Schnitzelbank ») avec quelques autres actifs. 
La société « Fastnachtgesellschaft Murten » (FGM) veille au bon déroulement de la fête dans le respect de la tradition. Elle coordonne l’activité des groupes, met sur pied le cortège et s’investit dans les deux éléments récurrents, le char des princes et le char du « Füdlibürger » (qui porte toujours le numéro 13).
Peu avant la fête paraissent des journaux carnavalesques : la FGM-Zyttig, le Mortebriegger (parodie du Murtenbieter) ainsi que le Tischplattesöiferi (le « baveux » du coin de table, avec un escargot pour symbole). Les publications sont vendues au prix de CHF 3.01 (avec un rabais de quantité de 1 centime dès le premier exemplaire).

## Histoire
À la fin du XIXe siècle, un carnaval tente à plusieurs reprises de se pérenniser. Depuis la fondation de la société de carnaval « Fastnachtgesellschaft Murten » pour l’édition de 1950, le fonctionnement suit le même canevas, avec de mineures adaptations et quelques ajouts. La figure du bouc émissaire/ Bonhomme hiver qu’est le « Füdlibürger » se fixe en 1965 et remplace le « Böögg » précédemment porteur de la même fonction. 

## Source du texte
- Tout ou partie de ce texte provient de « Carnaval de Morat », État de Fribourg (consulté le 28 janvier 2015)